# Maria-Hilf-Kapelle (Reichenbach)

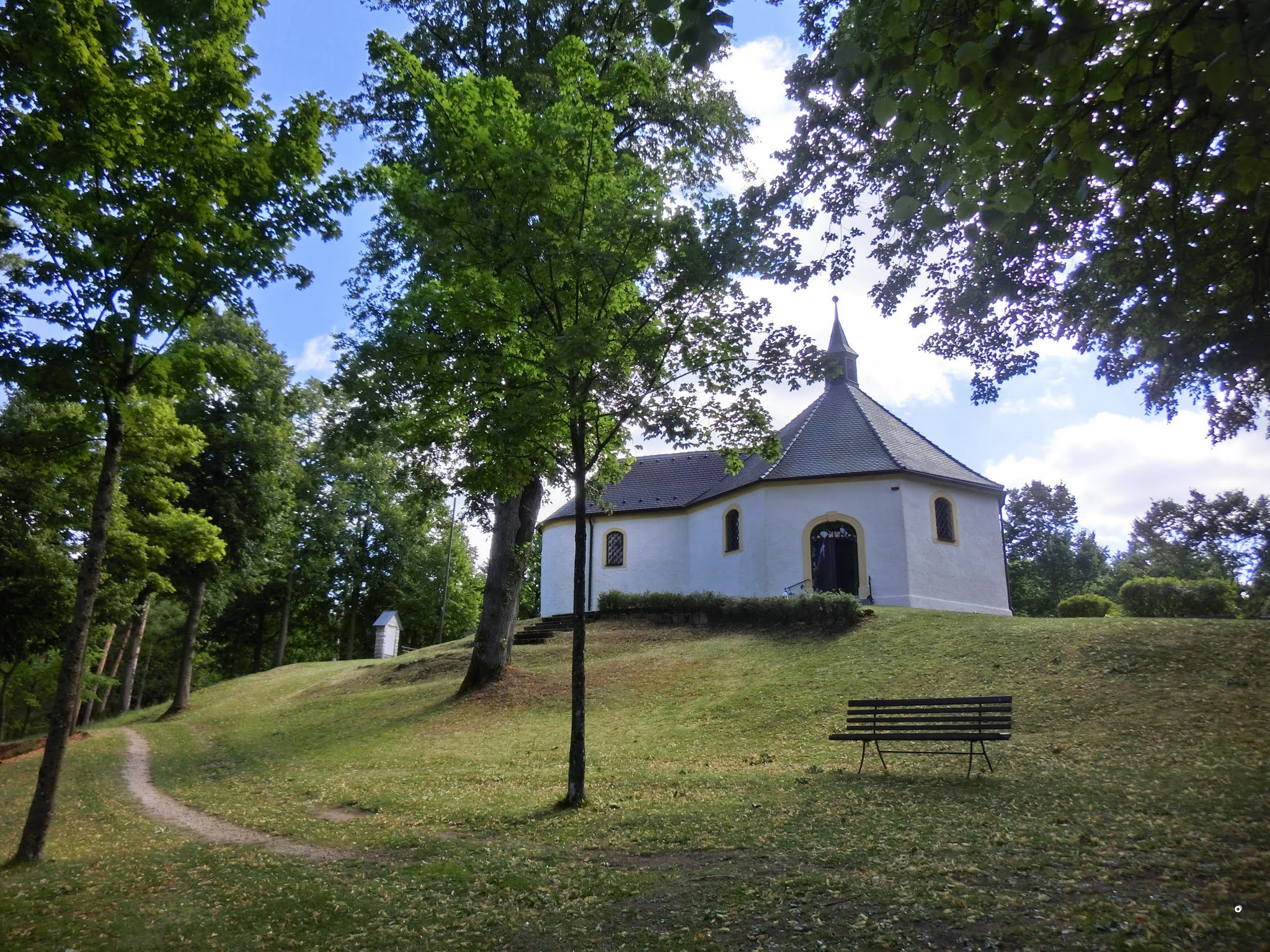
Maria-Hilf-Kapelle (Reichenbach)

Die römisch-katholische, denkmalgeschützte Maria-Hilf-Kapelle, eine ehemalige Wallfahrtskirche, steht auf dem Pinzigberg von Reichenbach, einem Gemeindeteil der Stadt Auerbach im Landkreis Amberg-Sulzbach der Oberpfalz. Sie gehört zum Erzbistum Bamberg. Das Bauwerk ist unter der Denkmalnummer D-3-71-113-109 als Baudenkmal in die Bayerische Denkmalliste eingetragen.

## Beschreibung
Die Kapelle wurde 1817/18 als Ersatz für den 1708 gebauten und 1803 zerstörten und 1804 abgebrochenen Vorgängerbau erbaut. Sie besteht aus einem oktogonalen Zentralbau, der mit einem Zeltdach von einem Dachreiter bekrönt bedeckt ist und den Glockenstuhl beherbergt. Nach Norden wurde ein halbrund geschlossener Chor mit einer Sakristei an der Ostwand angebaut. Zur Kirchenausstattung gehört ein Gnadenbild aus der ersten Hälfte des 18. Jahrhunderts.